# Mahnomen (Minnesota)
Mahnomen – miasto w Stanach Zjednoczonych, w stanie Minnesota, siedziba administracyjna hrabstwa Mahnomen.